# Jacobus III van Majorca
Jacobus III van Majorca bijgenaamd de Dappere (Catania, 5 april 1315 - Llucmajor, 25 oktober 1349) was van 1324 tot 1344 koning van Majorca, graaf van Cerdanya en graaf van Roussillon en van 1324 tot 1349 heer van Montpellier. Hij behoorde tot het huis Barcelona.

## Levensloop
Jacobus was de enige zoon van infant Ferdinand van Majorca en Isabel de Sabran, gravin van Matagrifó. Hij werd al vroeg wees: zijn moeder stierf enkele maanden na zijn geboorte en zijn vader sneuvelde in 1316 bij zijn poging om het Achaea in Griekenland te veroveren. Vervolgens groeide Jacobus op aan het hof van zijn oom, koning Sancho van Majorca, in Perpignan.
Omdat zijn oom geen wettige mannelijke nakomelingen had, werd Jacobus beschouwd als zijn troonopvolger. Na de dood van Sancho in 1324 werd hij koning van Majorca, graaf van Cerdanya, graaf van Roussillon en heer van Montpellier. Zolang hij minderjarig was, werd de regering in Majorca uitgeoefend door een andere oom van hem, infant Filips van Majorca.
Jacobus werd als koning geconfronteerd met de aanspraken van het koninkrijk Aragón op de troon. Jacobus wist dit aanvankelijk met pauselijke steun af te wenden, maar desondanks moest hij de Aragonese koningen huldigen: in 1327 Jacobus II en in 1329 Alfons IV. In 1331 moest hij als heer van Montpellier koning Filips VI van Frankrijk huldigen als leenheer van dit gebied.
Na het regeringsaantrede van koning Peter IV van Aragón in 1342, leefden de Aragonese aanspraken op de troon van Majorca terug op. Jacobus weigerde Peter IV te huldigen. Vervolgens liet die een proces beginnen tegen hem, wegens samenzwering met vijanden van Aragón. In februari 1343 werd Jacobus schuldig bevonden en werden zijn Aragonese bezittingen geconfisqueerd. Nog hetzelfde jaar landden er troepen van Peter IV in Majorca, die Jacobus' troepen versloegen nabij Santa Ponça. In 1344 verloor hij ook zijn bezittingen in Cerdanya en Roussillon aan de koning van Aragón. Vervolgens vluchtte Jacobus naar Frankrijk, waar hij in 1349 de heerlijkheid Montpellier voor 120.000 gouddaalders verkocht aan de Franse koning om op die manier de herovering van Majorca te financieren.
Hetzelfde jaar nog deed Jacobus een poging om Majorca te heroveren. Hij sneuvelde in oktober 1349 tijdens de Slag bij Llucmajor, waarna Majorca definitief onderdeel werd van Aragón. Eerst werd Jacobus bijgezet in de Kathedraal van Valencia, later in de kathedraal van Palma.

## Huwelijken en nakomelingen
In 1336 huwde Jacobus met Constance (1318-1346), dochter van koning Alfons IV van Aragón. Ze kregen volgende kinderen:
- Jacobus IV (1336-1375), titulair koning van Majorca, huwde in 1363 met koningin Johanna I van Napels.
- Isabella (1337-1406), huwde in 1358 met markgraaf Johan II van Monferrato

In 1347 hertrouwde hij met Violante van Vilaragut (1320/1325-1372), dochter van Berenguer van Vilaragut, heer van Sanmartí. Ze kregen een dochter:
- Esclaramonda (1348-1349)

- Biblioteca Nacional de España: XX872303
- Bibliothèque nationale de France: cb13200748v (data)
- Catàleg d'autoritats de noms i títols de Catalunya: 981058525971206706
- Gemeinsame Normdatei: 119127997
- International Standard Name Identifier: 0000 0003 8682 4045
- Library of Congress Control Number: n94120775
- Nationale Bibliotheek van Israël: 987007586336905171
- Istituto Centrale per il Catalogo Unico: VEAV541751
- Système universitaire de documentation: 116555394
- Union List of Artist Names: 500248594
- Virtual International Authority File: 266384462
- WorldCat: E39PBJvCV34Pmdbg8KcVjDjt8C